# Nižná Slaná
Nižná Slaná é um município da Eslováquia, situado no distrito de Rožňava, na região de Košice. Tem 18,94 km² de área e sua população em 2018 foi estimada em 1.257 habitantes.

## Demografia
| Ano:        | 1994 | 2004    | 2014   | 2024   |
| ----------- | ---- | ------- | ------ | ------ |
| Broj ljudi: | 1073 | 1207    | 1247   | 1240   |
| Razlika:    |      | +12,48% | +3,31% | -0,56% |

| Ano:               | 2023 | 2024   |
| ------------------ | ---- | ------ |
| Número de pessoas: | 1248 | 1240   |
| Diferença:         |      | -0,64% |